# Schemataspis
Schemataspis is een geslacht van vlinders van de familie tastermotten (Gelechiidae).

## Soorten
- S. bicunea (Meyrick, 1911)
- S. epicentra (Meyrick, 1911)
- S. gradata Meyrick, 1910
- S. immeritella (Walker, 1864)
- S. rhabducha (Meyrick, 1911)